# Thouinia tomentosa
Thouinia tomentosa är en kinesträdsväxtart som beskrevs av Dc.. Thouinia tomentosa ingår i släktet Thouinia och familjen kinesträdsväxter. Utöver nominatformen finns också underarten T. t. rigidissima.